# 青岛第二十六中学
青岛第二十六中学，是山东省青岛市的一所初级中学。二十六中学校址所在中华人民共和国建立前是青岛著名的万国公墓，学校对面是名人雕塑园。二十六中学拥有先进的教学设备和雄厚的师资力量。